# Bosque protector Sendero de Palo Santo
El Bosque Protector Prosperina es una reserva de bosque seco tropical en el Ecuador desde 2016. Se encuentra en la parte occidental del país, en la región litoral, en el barrio Urdesa en la ciudad Guayaquil en la provincia de Guayas. Es hogar del árbol Palo Santo y otras 31 especies de árboles, así que de 23 especies de aves y cinco mamíferos. En 1996, el Ministerio del Ambiente del Ecuador (MAE) declaró bosque protector una zona de 10,29 hectáreas pero en 2013 solo quedaron 4,63 hectáreas protegidas. Está amenazado por personas que buscan apropiarse de terrenos. En abril de 2018 el municipio proyectó expropiar el terreno y se hará responsable de su administración debido a la posible quiebra de la Urbanizadora del Salado (Urdesa) que actualmente administra el área.